# Rue Armand-Dulamon
La rue Armand-Dulamon est une voie de circulation de la commune de Mont-de-Marsan, dans le département français des Landes.

## Présentation
Dans l'histoire de Mont-de-Marsan, elle compte parmi les lieux d'habitation des notables et des familles les plus fortunées de la ville. Une annonce de vente d'un immeuble face au nouvel hôtel de Préfecture parue dans le Journal des Landes du 11 novembre 1811 précise qu'elle constitue (avec l'actuelle rue Victor-Hugo), « le plus beau quartier de la ville ». A cette époque, trois groupes sociaux s'y côtoient :
- nobles, militaires, propriétaires terriens, femmes rentières ;
- bourgeois : hommes de loi, médecins, négociants, fonctionnaires ;
- artisans[3].

## Situation et accès
Cette artère, comptant parmi les plus anciennes de la cité, est située dans le centre historique, entre les cours de la Douze au nord et du Midou au sud. Longue de 225 mètres, elle est orientée dans le sens est-ouest. Elle relie la rue Victor-Hugo à l'est au pont de Saint-Jean-d'Août sur la Douze à l'ouest. Côté nord, elle croise la rue du 8-Mai-1945 et la rue Maubec. Côté Sud, elle croise la rue Dominique-de-Gourgues.

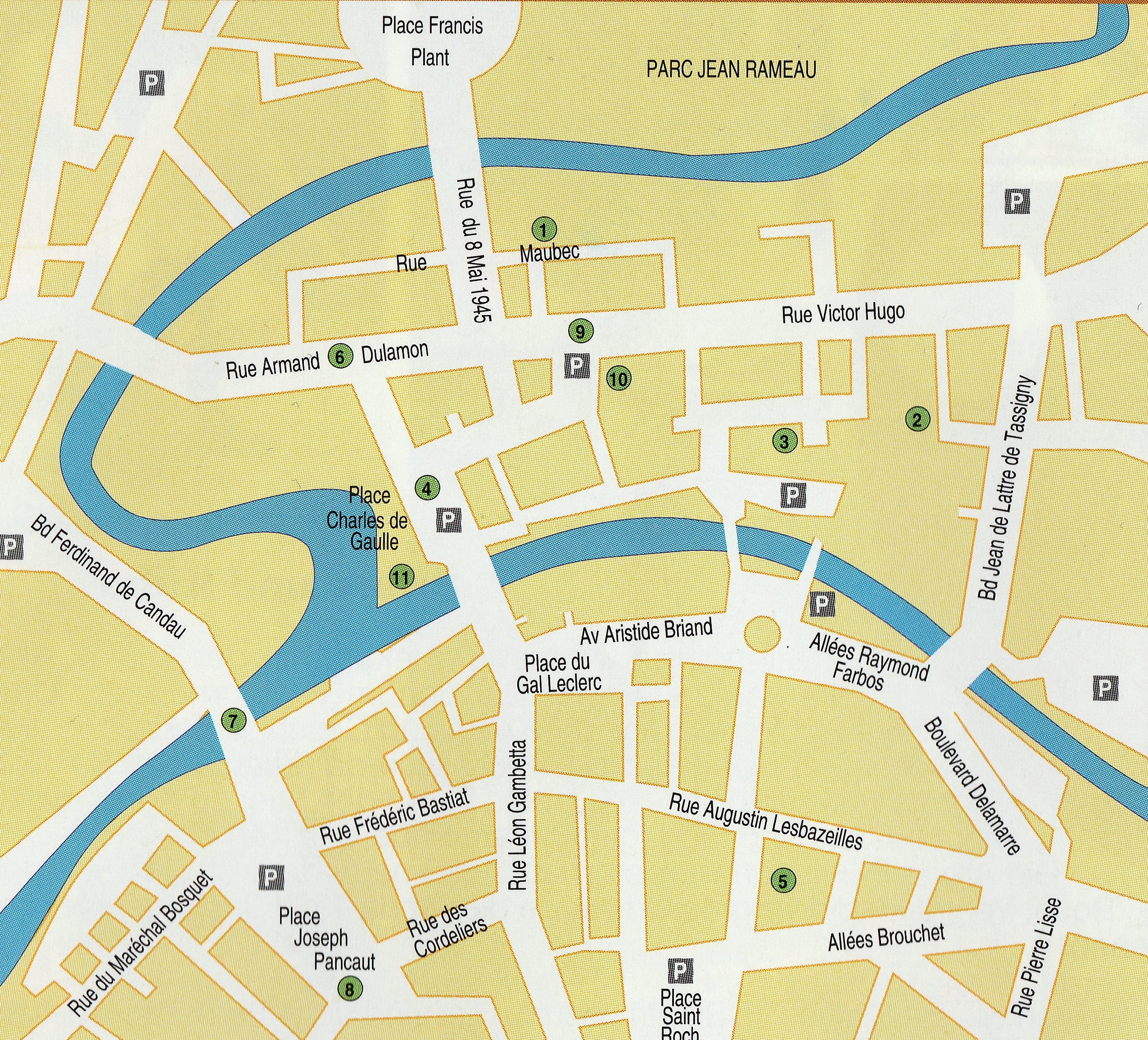
Situation de la rue Armand-Dulamon

## Origine du nom
Le 14 avril 1899, la municipalité attribue à cette rue le nom d'Armand-Dulamon, en hommage à Michel Armand Dulamon, né à Mont-de-Marsan le 1er octobre 1823 dans l'immeuble sis au n°14 de ladite rue, mort dans cette même ville le 12 octobre 1892. Avocat en 1845, il est magistrat à Toulouse, Bordaux et Pau. Il devient maire-adjoint de Mont-de-Marsan en 1852 puis président du tribunal de Mont-de-Marsan à partir de 1865. En tant qu'homme politique, il est candidat bonapartiste aux élections législatives de 1863 dans les Landes.
Avant 1899, la rue reçoit différents noms, donnés au fil des changements politiques, comme en témoignent actes notariés et délibérations du conseil municipal.

## Historique

### Moyen Age
La fondation de Mont-de-Marsan entre 1133 et 1141 par Pierre de Marsan est caractérisée par l'implantation d'un château vicomtal à la confluence de la Douze et du Midou, au centre d'un petit bourg formant un quadrilatère d'environ 2 hectares délimité par les actuelles rue Dominique-de-Gourgues à l'Ouest, rue Lacataye au Sud, rue Pujolin à l'Est et rue Armand-Dulamon prolongée par la rue Victor-Hugo au Nord. Ce noyau primitif prend par la suite le nom de Bourg-Vieux pour le distinguer des faubourgs qui s'agglomèrent tour à tour à la cité.
L'axe formé par les actuelles rue Armand-Dulamon et Victor-Hugo est l'artère principale du Bourg-Neuf (Borg Nau), faubourg apparu peu de temps après la fondation du Bourg-Vieux. Cet axe porte primitivement le nom de rue du Bourg-Nau. Il relie la porte de Campet à l'Ouest à la porte de Roquefort à l'Est. Avec le Bourg-Vieux, le Bourg-Neuf devient un quartier de résidence de la noblesse et des notables de la ville.

### XVIesiècle
La plus ancienne désignation de cette artère sur un acte notarié daté du 28 janvier 1536 est la « rue publique du Senhor », c'est-à-dire du seigneur.

### XVIIesiècle
Le couvent des Ursulines est construit en 1638 le long de la rue, côté nord. Il est rasé au début du XIXe siècle pour permettre la construction de la maison d'arrêt, du palais de justice de Mont-de-Marsan et de la gendarmerie de Mont-de-Marsan. En 1654, sur un rôle d'imposition, la rue est désignée sous le nom de « rue Porte Campet », tout comme sur un acte notarié de cette même année.

### XVIIIesiècle
Dans les années 1750, l'hôtel Brettes est construit le long de la rue (n°23), côté sud et après 1787, c'est au tour de la maison Dupeyré, côté nord (n°46). D'autres belles demeures de la fin du XVIIIe siècle sont parvenues jusqu'à nous, comme la maison de Brassenx au n°17, propriété de Jean-Marie Ducourneau de Brassenx, qui reste dans cette famille noble jusqu'en 1860. Au n°11, à l'angle de la rue Dominique-de-Gourgues, se situe la maison Cazaulx, propriété des barons de Cloche qui la vendent au XVIIIe siècle au docteur Louis Cazaulx qui lui laisse son nom. En 1816, elle est achetée par Étienne Dive, pharmacien et chimiste reconnu, qui y fonde une pharmacie restée en place sans discontinuité jusqu'à nos jours.
Sur des actes de 1790 et 1799, la rue est indiquée comme « Grande Rue » mais la période de la Révolution française lui attribue aussi une nouvelle dénomination, celle de « rue de l'Égalité » que l'on trouve inscrite dans des actes notariés de 1796 et du 27 août 1797 (10 fructidor an IV) « rue ci-devant Porte Campet - actuellement de l'Égalité ». La porte Campet, une des cinq portes de la ville, est quant à elle démolie en 1795-96.

### XIXesiècle
Au tout début du XIXe siècle, l'ingénieur urbaniste David-François Panay crée une voie nouvelle (la rue Sainte-Ursule, devenue plus tard la rue Duplantier, de nos jours la rue du 8 mai 1945), qui coupe la rue Maubec en deux et marque de nos jours la séparation entre la rue Armand-Dulamon et la rue Victor-Hugo. La maison d'arrêt de Mont-de-Marsan est construite en 1809 le long de la route côté nord.
Par délibération du conseil municipal en date du 5 mai 1806, il est décidé que le tronçon de rue situé entre les actuelles rue du 8 mai 1945 et rue Dominique-de-Gourgues, connu sous l'appellation « Grande Rue » et en dernier lieu « rue de la Convention », sera désormais la « rue Impériale », l'autre tronçon compris entre la rue Dominique-de-Gourgues et le pont de Saint-Jean-d'Août, désigné « rue de l'Égalité », devient la « rue de la Préfecture », nom sous lequel elle figure sur le cadastre napoléonien de 1811.
Dans la nuit du 13 au 14 avril 1808, Napoléon Ier, en route vers Bayonne, fait étape à l'hôtel Papin, propriété du sénateur Jean-Baptiste Papin, père d'Adèle Duchâtel, maîtresse de l'empereur de 1804 à 1805. Trois mois plus tard, il signe le 12 juillet 1808 un décret à Bayonne favorable à Mont-de-Marsan (en découlera la création de l'hôtel de préfecture, de la rotonde de la Vignotte et la reconstruction du pont sur le Midou) et au développement du département des Landes.
Le conseil municipal montois, lors de sa délibération du 16 mai 1813, adopte la dénomination de  « Grande Rue » pour l'ensemble de l'itinéraire débutant au « pont des Landes » (actuel pont de Saint-Jean-d'Août) enjambant la Douze à l'ouest et s'achevant à l'est au niveau du Champ de Mars (actuel Square des Anciens Combattants).
Sur un acte de 1814, elle est mentionnée sous le nom de « rue Royale ». Cette dénomination ne concerne que le tronçon compris entre la rue du 8 mai 1945 à la rue Dominique-de-Gourgues. De même, sur des actes notariés du 3 octobre 1820 et 9 octobre 1838, elle est indiquée « rue d'Angoulême », .
Le tronçon compris entre le pont de Saint-Jean-d'Août et la rue Dominique-de-Gourgues est désigné « rue de l'ancienne Préfecture » et le tronçon compris entre la rue Dominique-de-Gourgues et la rue du 8 mai 1945 est désigné « rue Royale » sur un plan général de la ville de Mont-de-Marsan de 1845 signé du maire Julien Dufau le 20 février 1845.
Le 6 février 1884, par délibération du conseil municipal, le tronçon allant du pont de Saint-Jean-d'Août à la rue Dominique-de-Gourgues devient « rue de la Porte Campet » et pour le tronçon reliant la Rue Dominique-de-Gourgues à la Rue du 8 mai 1945, la « rue de la Préfecture ». Elle prend enfin le nom de « rue Armand-Dulamon » par délibération du conseil municipal le 14 avril 1899.

### XXesiècle
Le 6 octobre 1913, le cortège conduisant Raymond Poincaré emprunte la rue lors des fêtes présidentielles.
À deux reprises, en 1923 et 1931, des exécutions capitales sont réalisées dans la rue devant l'entrée de la maison d'arrêt, lieu d'incarcération des condamnés à mort montois : Bernard-Louis Bordes dit Petit-Louis ou l'assassin de Bélis, est ainsi guillotiné le 12 juillet 1923. L'exécution publique nécessite le maintien de l'ordre par un service composé de policiers, de gendarmes et d'une compagnie du 14e régiment de tirailleurs sénégalais. Le dernier exécuté en public des Landes est l'assassin Étienne Bourdus le samedi 24 janvier 1931 au milieu de la rue Armand-Dulamon.
La sécurité sociale se trouve initialement au n°7 rue Armand-Dulamon, avec une entrée pour le personnel impasse Molière. En 1951, les locaux étant jugés trop exigus, la direction décide avec le conseil d'administration de racheter la maison Bié, d'en détruire une partie pour faire une extension et de rénover la partie ancienne restante pour y emménager. Très commerçante jusque dans la deuxième moitié du XXe siècle (droguerie, imprimerie, boulangerie, bazar, etc.), la rue perd de son dynamisme dans les années qui suivent.

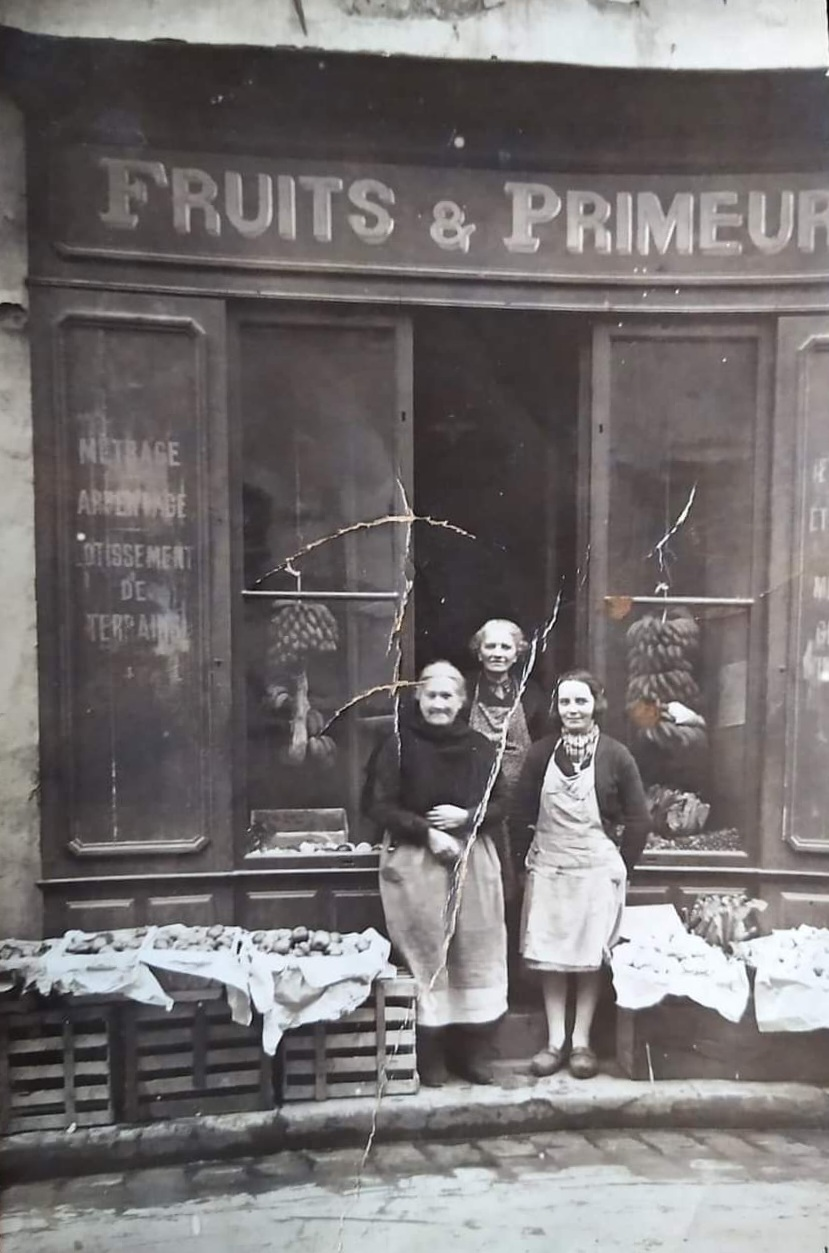
Primeur au début du XXe siècle.
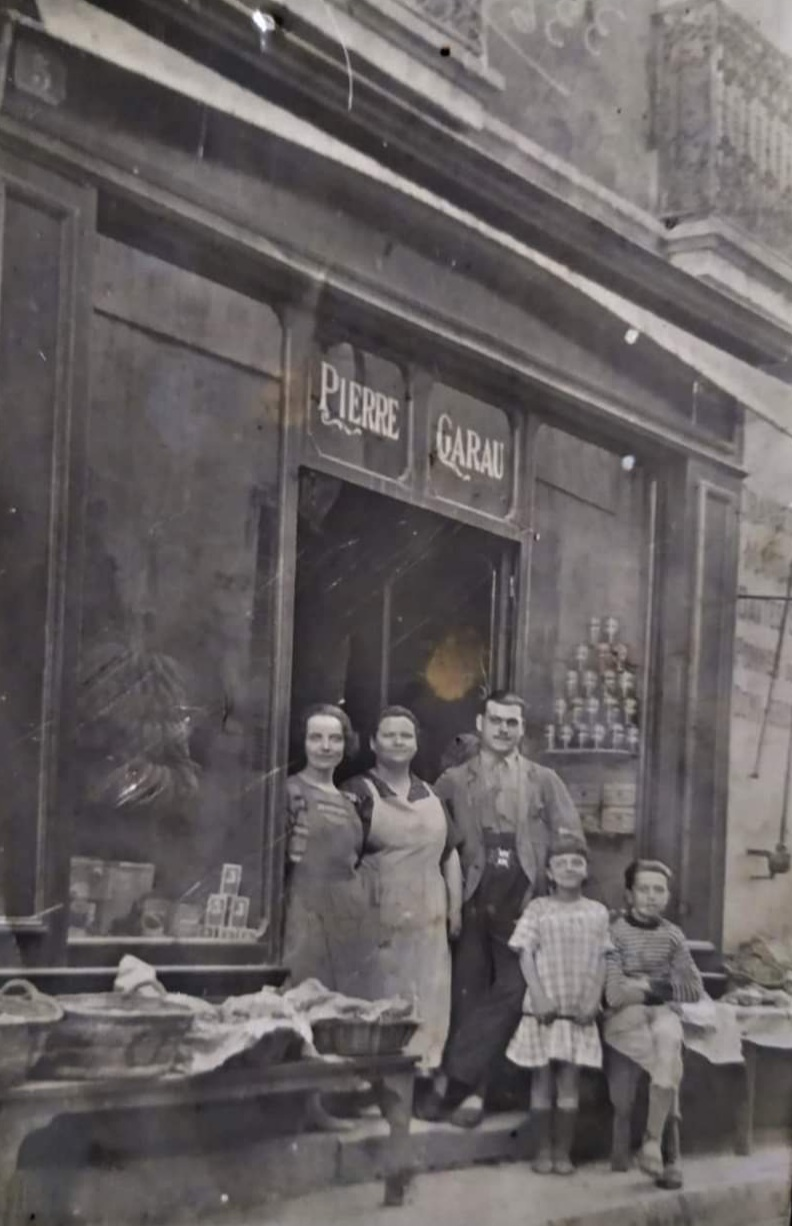
Épicerie familiale dans les années 1920.

## Bâtiments remarquables et lieux de mémoire
Ouvrages

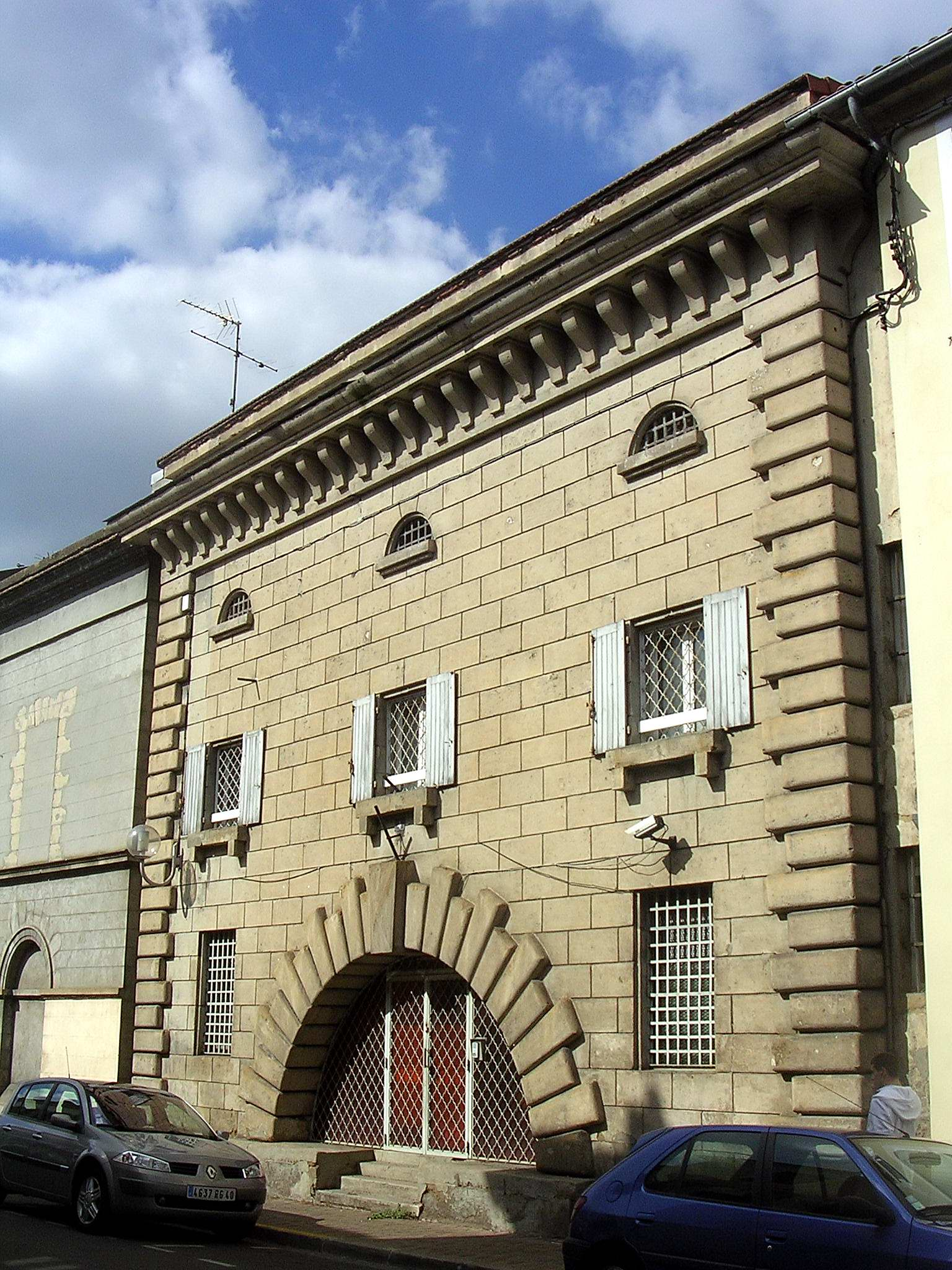
N°4 : façade classée (1990) de l'ancienne maison d'arrêt de Mont-de-Marsan
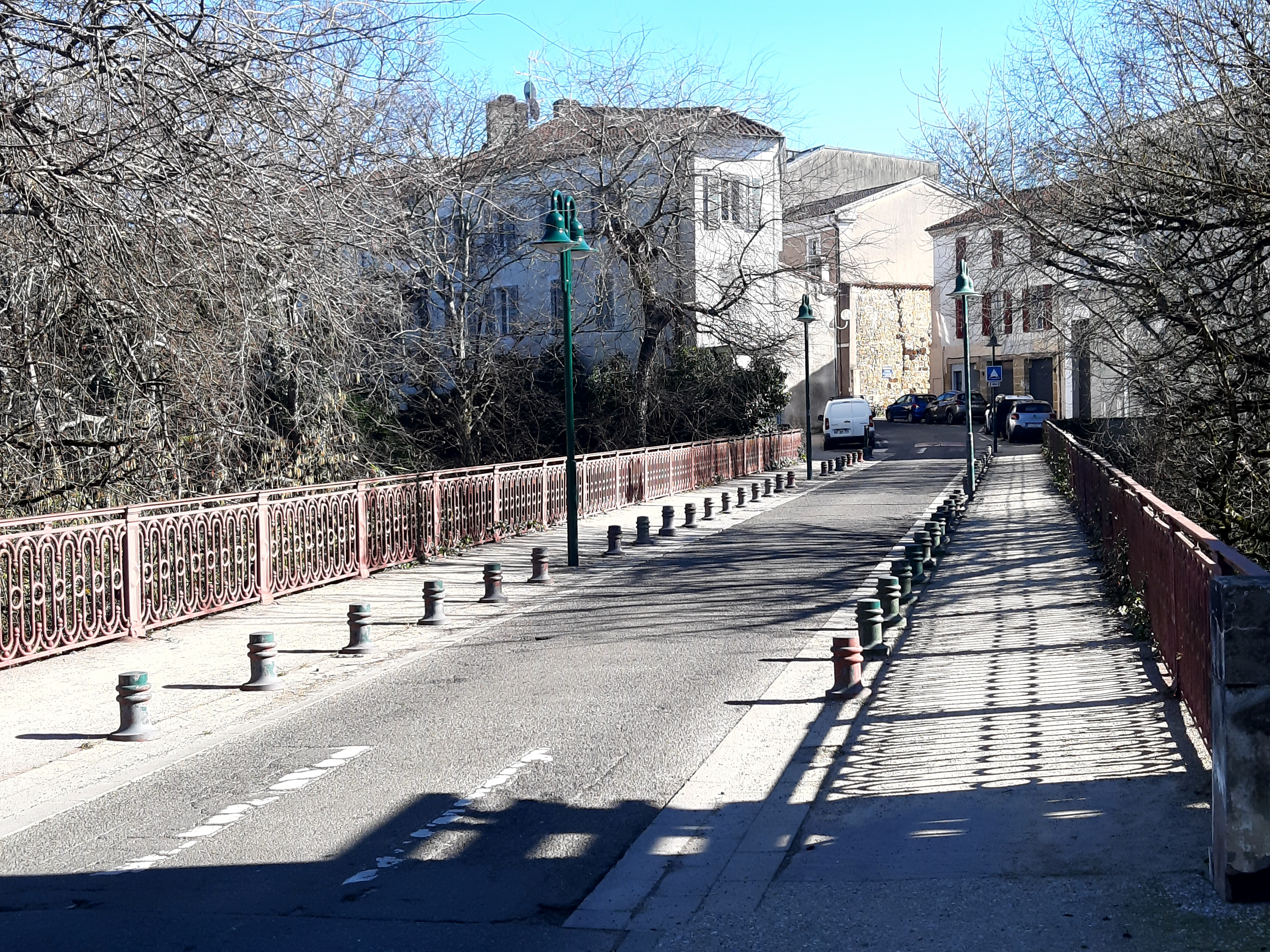
Pont de Saint-Jean-d'Août sur la Douze prolongé par la rue Armand-Dulamon

Hôtels particuliers

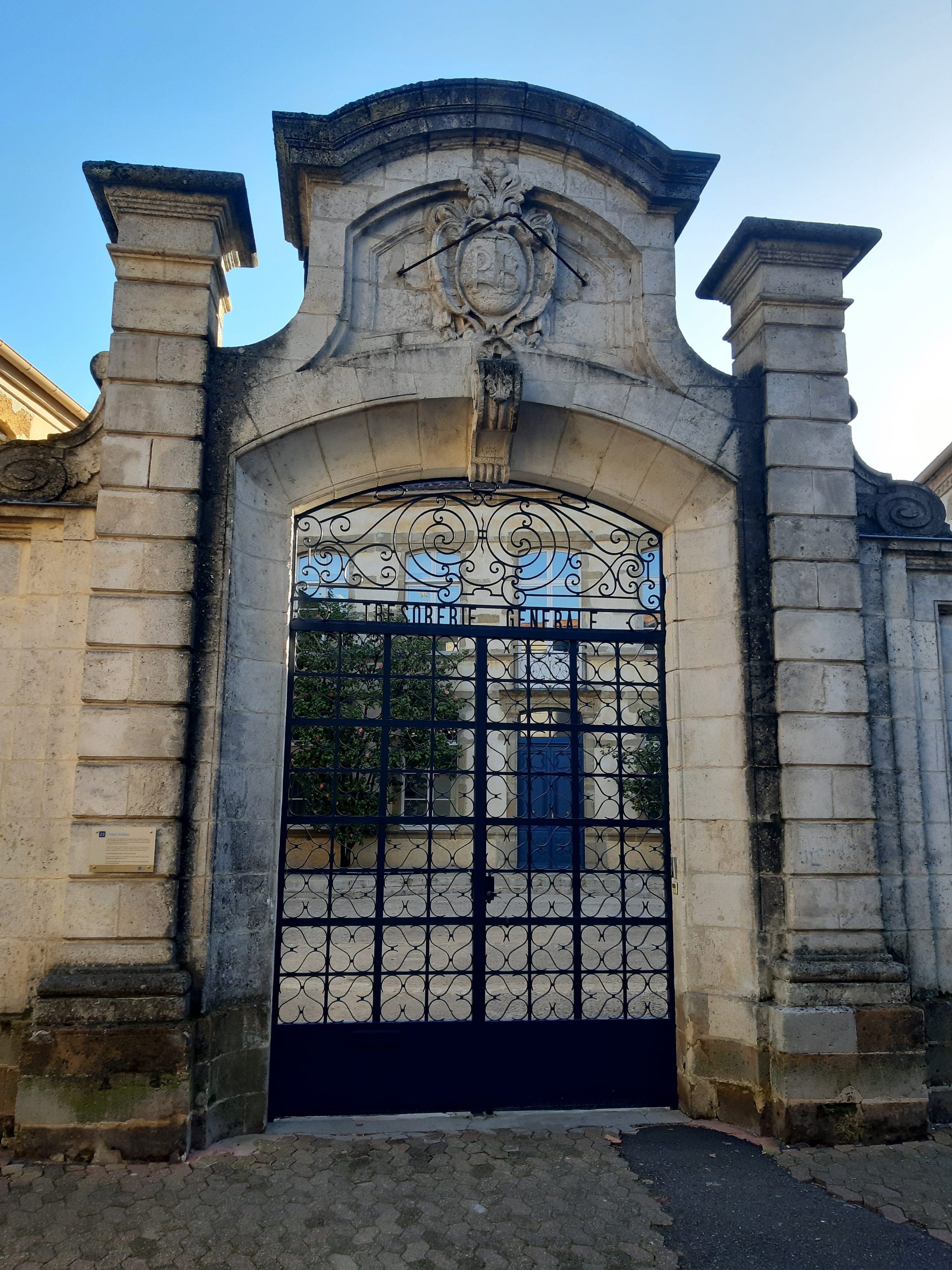
N°25 : portail et façade de l'hôtel Brettes
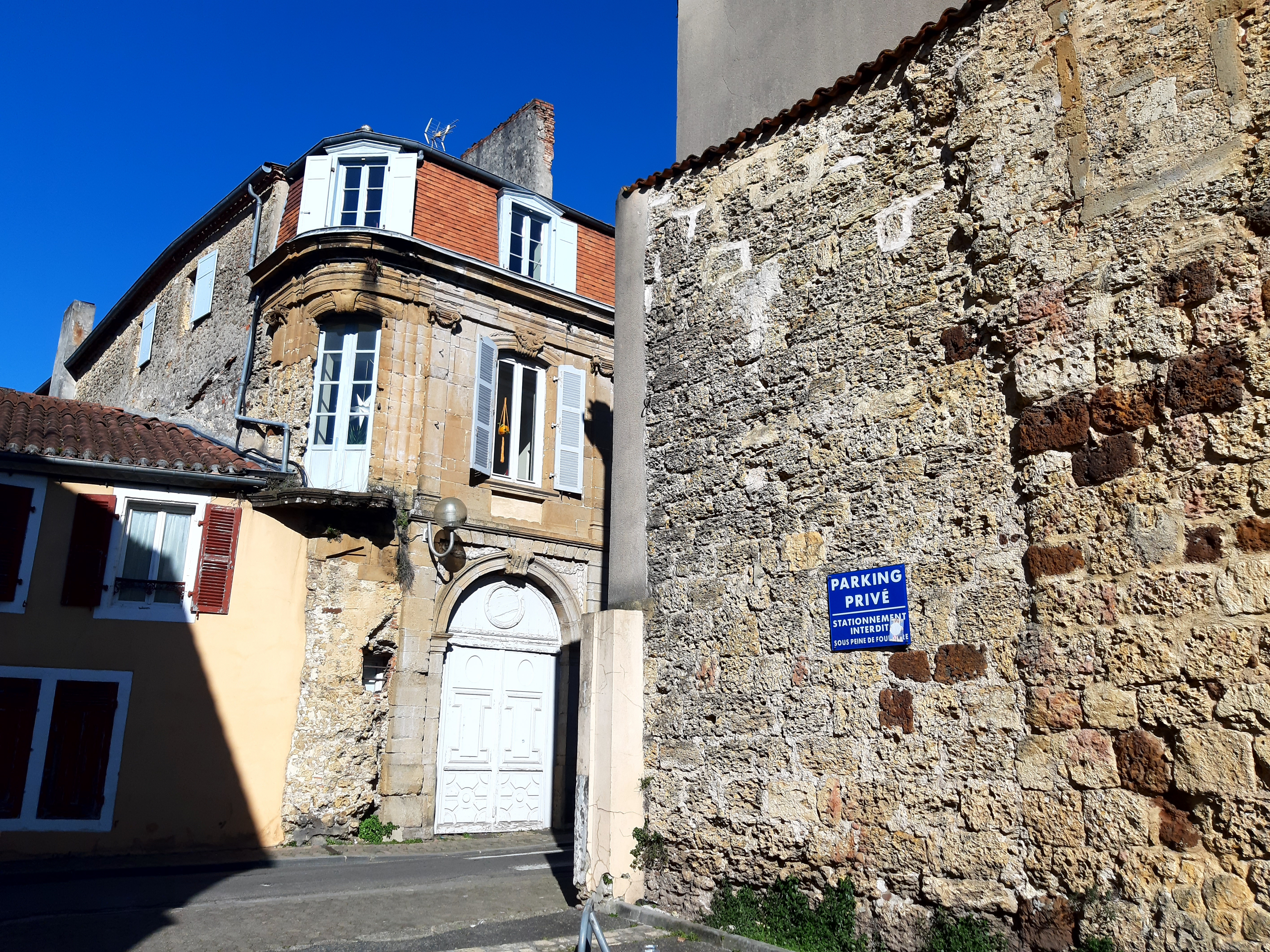
Section des remparts de la cale des bains au 29 rue Armand Dulamon et maison Dupeyré (inscrite au titre des monuments historiques en 2003) au n°46, à hauteur de la plus ancienne des deux portes Campet

Maisons
- n°7, sécurité sociale jusqu'en 1951, date de son déménagement dans la maison Bié;
- n°11 à 15 , maison de Cloche[3] ;
- n°12, maison Duverger, propriété de Paul Duverger (marchand droguiste) et de son épouse Jeanne, décédée à Mont-de-Marsan le 20 juillet 1809. Leurs enfants Joseph Duverger (militaire retiré) et ses sœurs vendent le bien le 28 août 1810 à Thérèse Dugros et  Pierre-Thimothée Betbeder pour la somme de 10 000 francs[3] ;
- n°14, maison Dulamon, (jardin et magasin sur la rue Maubec). L'ensemble appartient au début du XIXe siècle à Jean-François Dulamon, né le 4 octobre 1782, époux de Marie victoire Bilhère. Le couple a quatre enfants, dont Michel Armand Dulamon, né dans cette maison, le 1er octobre 1823 et qui laissera son nom à la rue[3] ;
- n°17, maison de Brassenx[3] ;
- n°26, maison ayant appartenu à Ferdinand de Candau, maire de Mont-de-Marsan de 1895 à 1901 et conseiller général en 1897[3].

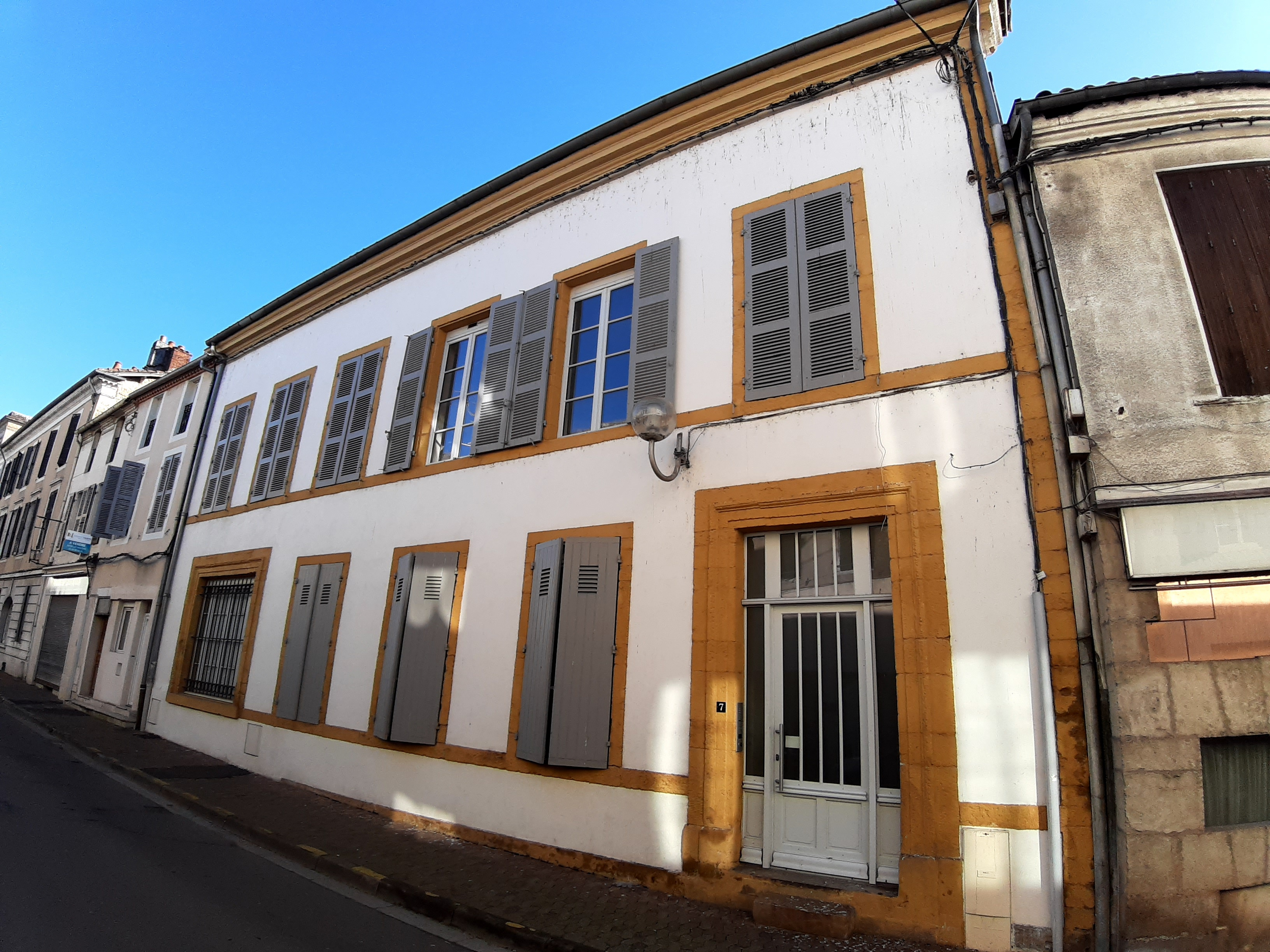
n°7, accueille la sécurité sociale jusqu'en 1951
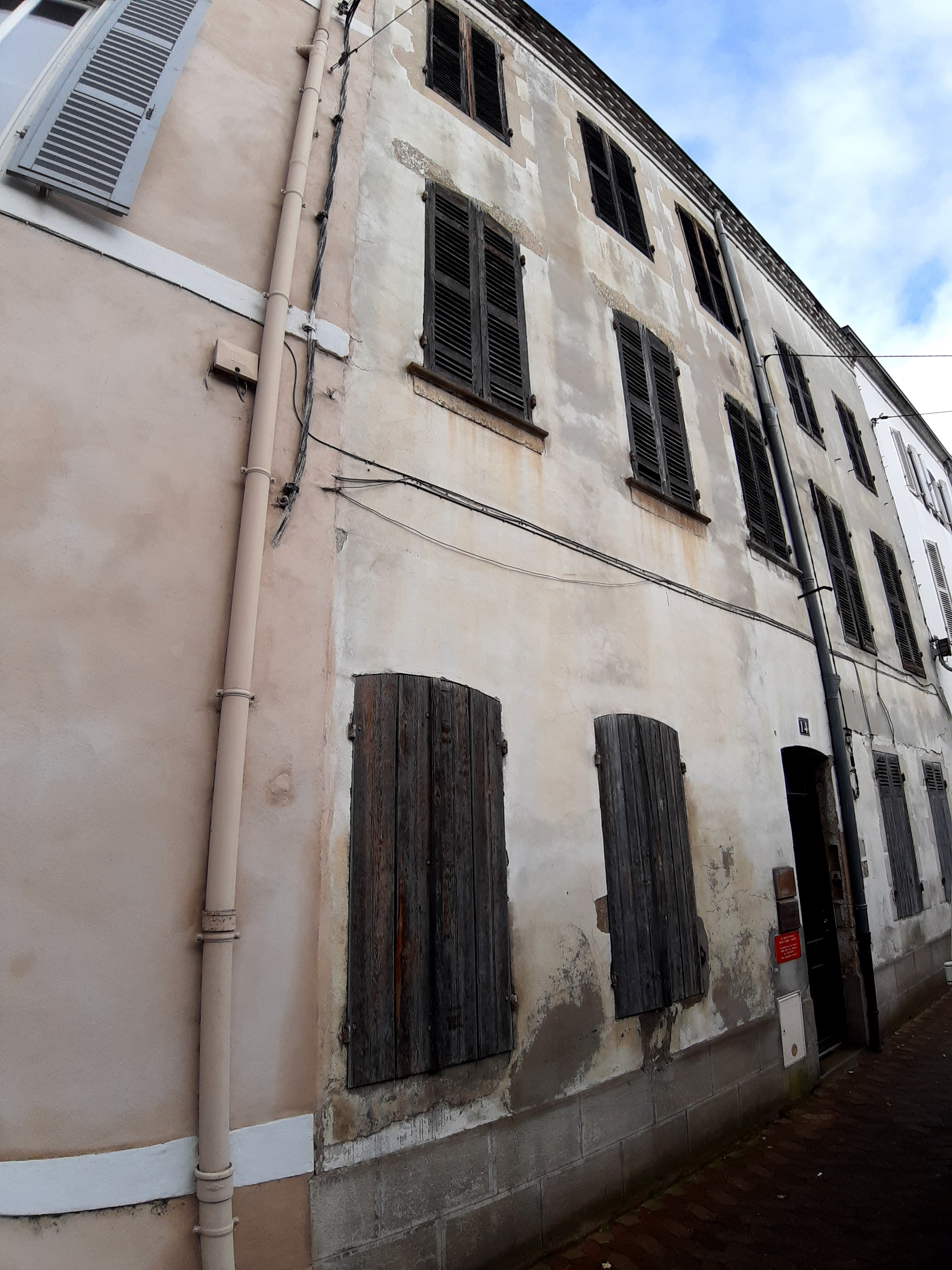
n°14, maison de naissance d'Armand Dulamon
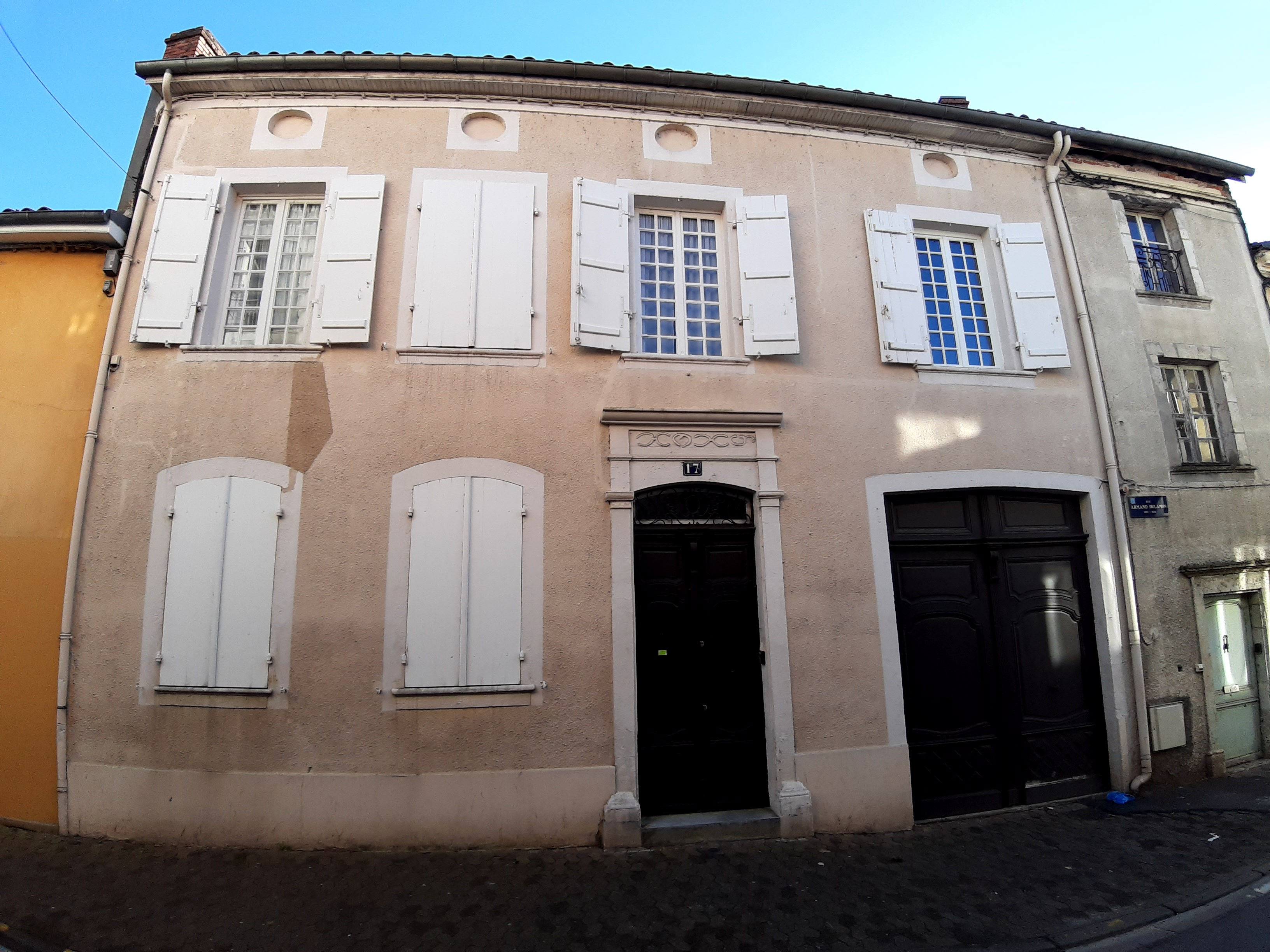
n°17, maison de Brassenx
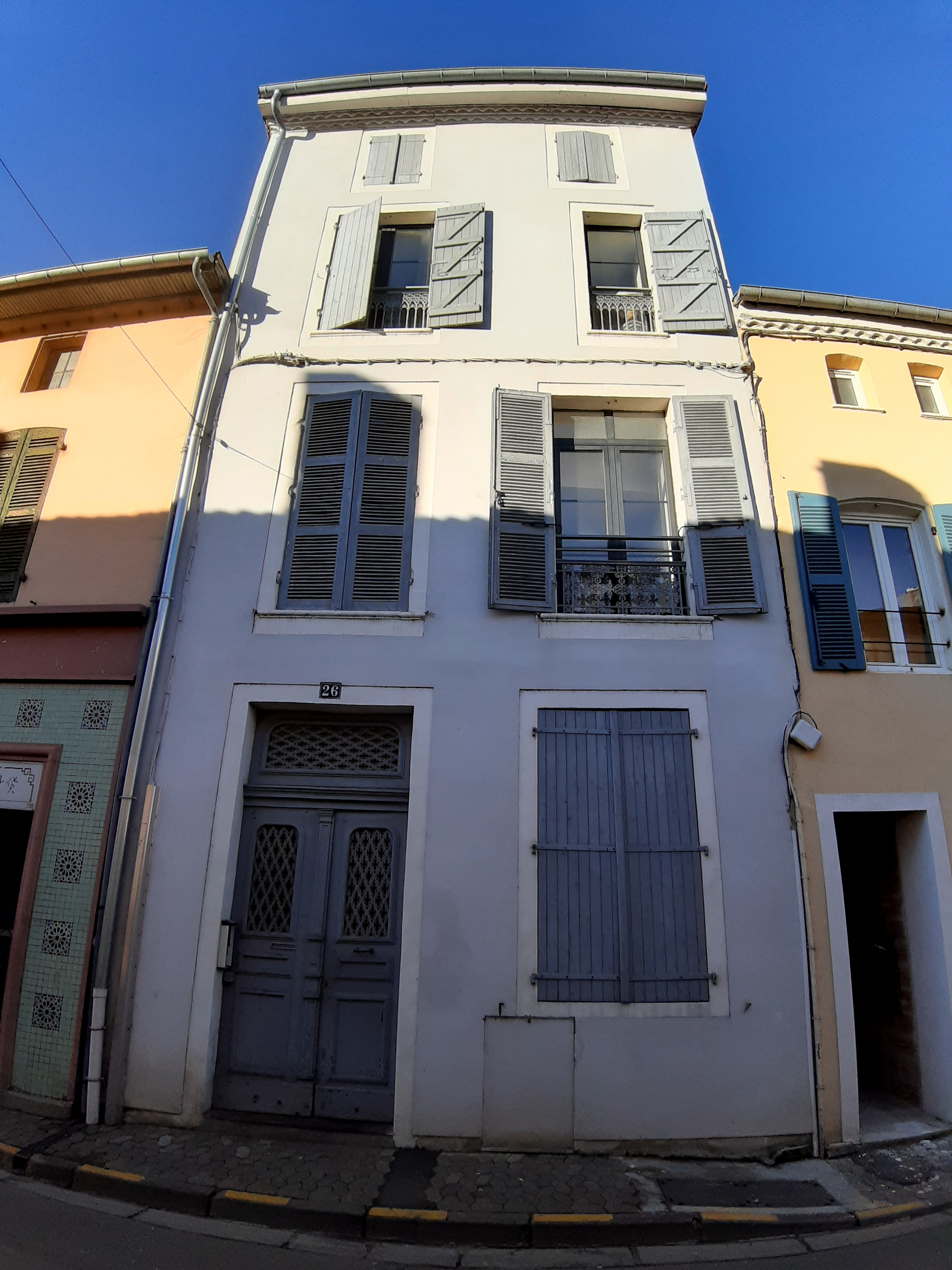
n°26, ayant appartenu à Ferdinand de Candau

Lieux disparus

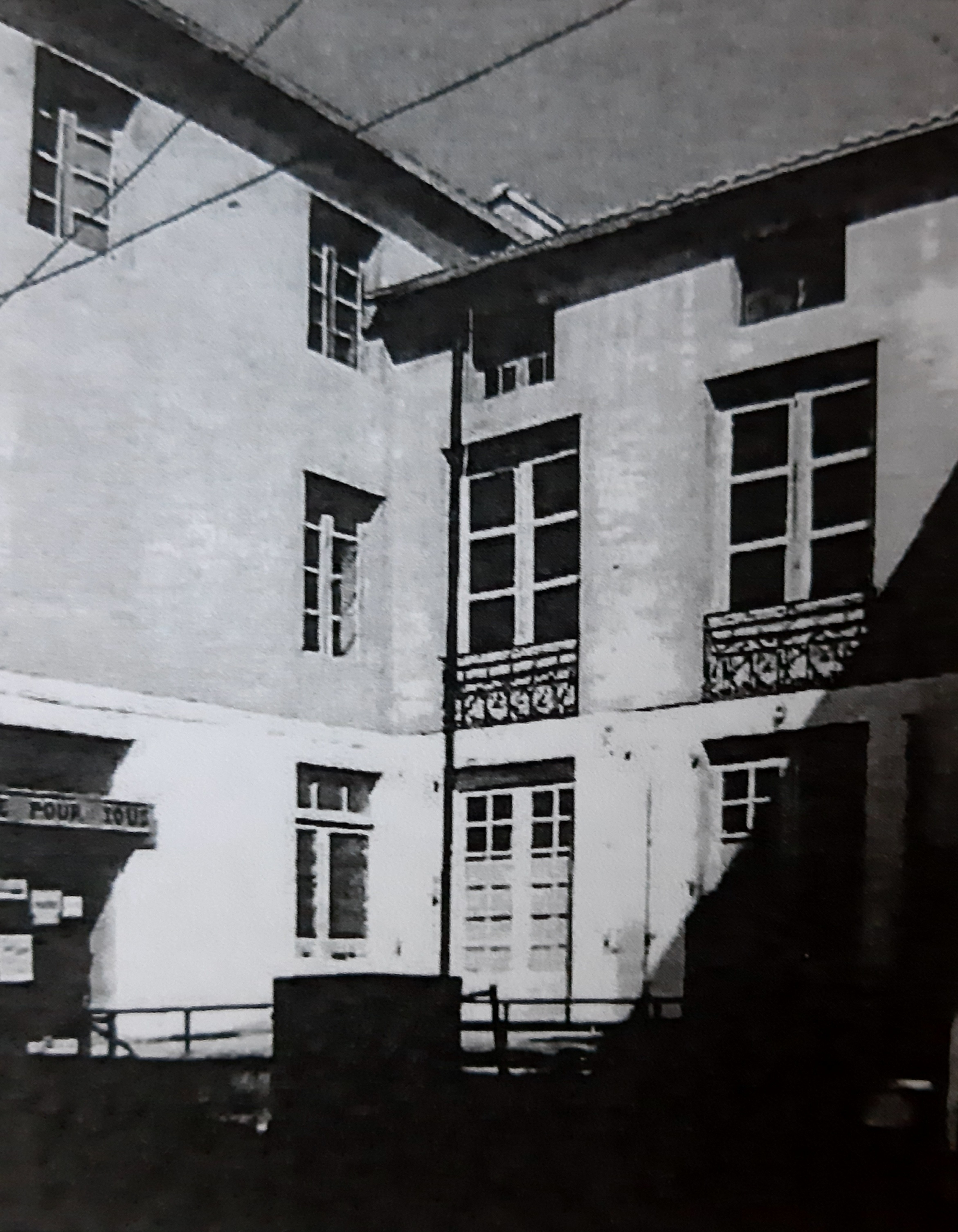
Hôtel Papin (n°20-22), où séjourne Napoléon Ier dans la nuit du 13 au 14 avril 1808